# Anatole Philipot
Pour les articles homonymes, voir Philipot.
Anatole Philipot est un homme politique français né le 21 juin 1844 à Semur-en-Auxois (Côte-d'Or) et décédé le 16 septembre 1923 à Vic-de-Chassenay (Côte-d'Or)
Propriétaire terrien, il est conseiller général et sénateur de la Côte-d'Or de 1907 à 1921, inscrit au groupe de l'Union républicaine. Il est président de la commission chargée d'examiner la proposition de loi tendant à assurer le secret du vote, qui rendit les isoloirs obligatoires.

## Sources
- « Anatole Philipot », dans le Dictionnaire des parlementaires français (1889-1940), sous la direction de Jean Jolly, PUF, 1960 [détail de l’édition]